# Ocean's Three and a Half
Ocean's Three and a Half (titulado: Oceans tres hombres y medio en España y Ahora son tres y medio en Hispanoamérica) es el séptimo episodio de la séptima temporada de la serie Padre de familia emitido a través de FOX el 15 de febrero de 2009. El capítulo está escrito por Cherry Chevapravatdumrong y dirigido por John Holmquist.
La trama se centra en Joe, quien últimamente no pasa tiempo con sus amigos, ya que su mujer puede dar a luz en un momento a otro. Finalmente, Bonnie da a luz una niña, pero los problemas llegan cuando llega la factura del hospital. Sus amigos intentan ayudarle pero sus resultados son infructuosos y deciden tomar medidas más drásticas.

## Argumento
Frustrados porque Joe pase más tiempo con Bonnie, puesto que de un momento a otro pueda dar a luz de un momento a otro, Peter y los demás tratan de inducirla al parto con resultados infructuosos. Finalmente esta rompe aguas y es trasladada al hospital donde da a luz una bebé a la que llaman Susie. Sin embargo Joe es incapaz de hacer frente a la factura del centro médico, el cual le exige 20.000 dólares.
Al no cobrar lo suficiente como policía, decide pluriemplearse para sorpresa de Peter, Quagmire y Cleveland al verle trabajar de camarero en La Almeja Borracha. Allí se encuentra con un prestamista que le concede un préstamo para saldar sus deudas, pero termina por deber a su benefactor. Peter intenta convencer al Sr. Pewterschmidt de que le deje 20.000 dólares, sin embargo rechaza la donación a pesar de las consecuencias a las que se vería sometido si no paga al prestamista.
En un acto desesperado, Peter planea robarle a su suegro todo sus ingresos de la caja fuerte, Cleveland se sorprende de las intenciones de su amigo, el cual le confiesa que se trata de un "asunto personal" por los tratos que recibe de Pewterschmidt. Tras llegar de incógnito a una fiesta que tiene lugar en la mansión, estos consiguen llegar hasta la cámara acorazada hasta que Lois, consciente de lo que pretenden hacer, convence a Joe de que detengan su despropósito. 
Todavía enfadada por planear robar a su padre, Lois le confiesa a Peter que convenció a este de que le prestara el dinero para costearse un abogado para el divorcio, dejando a Peter preocupado por si se trata o no de una broma, sin embargo solo recibe un tenso silencio como respuesta.
Por otro lado, Stewie queda prendado por Susie e intenta componer una canción que exprese sus sentimientos por ella, sin embargo termina "enamorándose" de Bryan Adams tras versionar (Everything I Do) I Do It For You.

## Referencias culturales

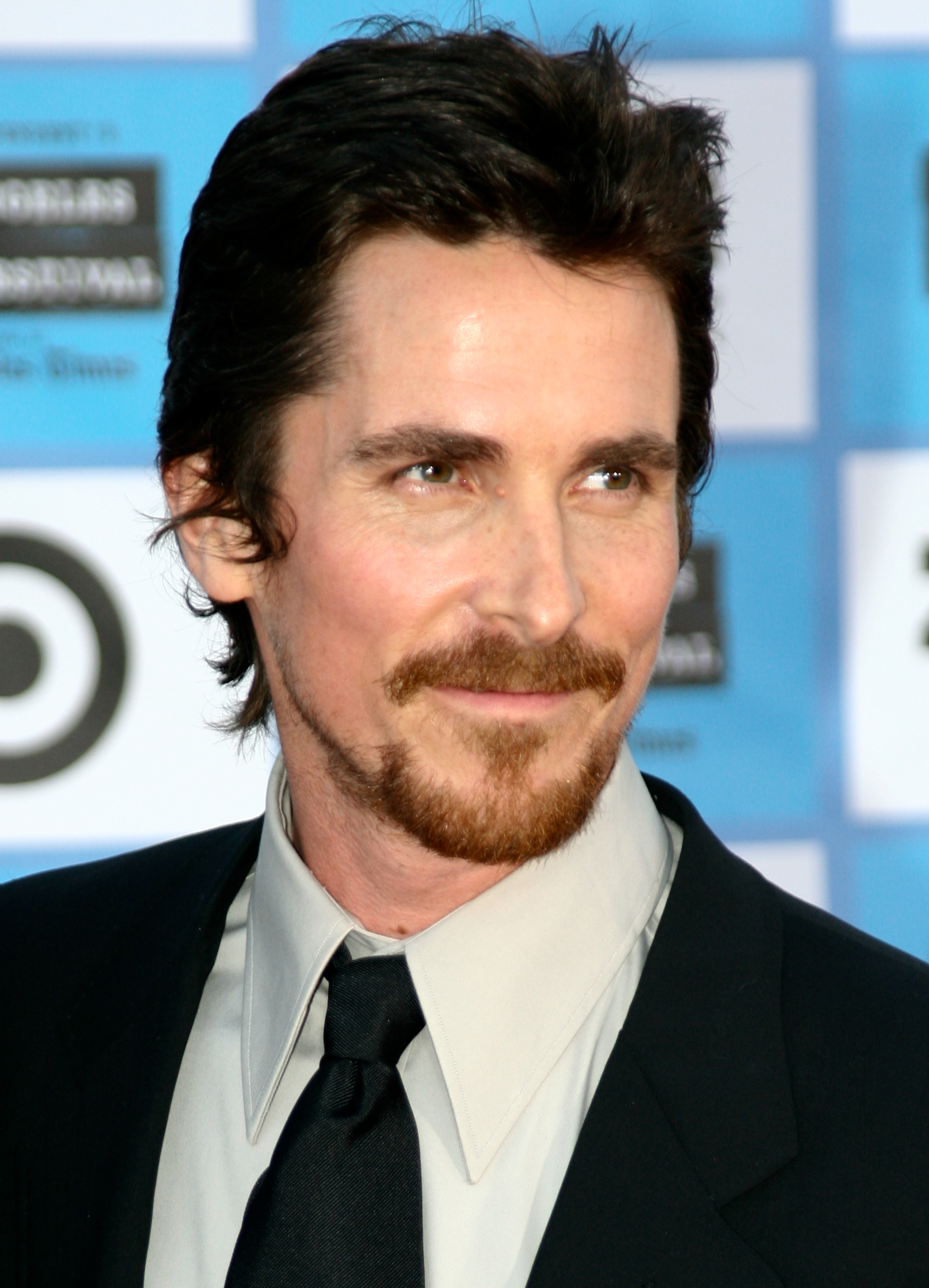
Christian Bale en 2009